# Шмид, Карл Христиан Эргард
Карл Христиан Эргард Шмид (24 апреля 1761, Хейльсберг (ныне Ремда-Тайхель) — 10 апреля 1812, Йена) — немецкий философ, сторонник учения Канта.
Родился в семье пастора. Получил первоначально домашнее образование, некоторое время был пастором, с 1785 года читал лекции в университете Йены. В 1787 году стал викарием в Венигенгене. Был профессором философии в Гиссенском университете с 1791 года и в Йенском с 1793 года; с 1806 года был директором воспитательного института в Йене.
Главнейшие его труды представляют отчасти комментарий к кантовской философии, отчасти более самостоятельную обработку кантовских идей; таковы: «Kritik der reinen Vernunft» (Йена, 1786; 4-е издание, 1798); «Wörterbuch zum Gebrauch der Kantschen Schriften» (1786; 3-е изд., 1795); «Versuch einer Moralphilosophie» (1790; 4-е издание, 1802); «Empyrische Psychologie» (1791; 2-е издание, 1796) и «Allgemeine Encyklopädie und Methodologie der Wissenschaften» (Гота, 1810).